# Норман-Веллс
Норман-Веллс (англ. Norman Wells) — містечко в Канаді, у Північно-Західних територіях.

## Населення
За даними перепису 2016 року, містечко нараховувало 778 осіб, показавши зростання на 7,0%, порівняно з 2011-м роком. Середня густина населення становила 9,4 осіб/км².
З офіційних мов обидвома одночасно володіли 60 жителів, тільки англійською — 715. Усього 75 осіб вважали рідною мовою не одну з офіційних, з них 50 — одну з корінних мов.
Працездатне населення становило 82,2% усього населення, рівень безробіття — 5,2% (5,6% серед чоловіків та 4,7% серед жінок). 94,8% осіб були найманими працівниками, а 4,1% — самозайнятими.
Середній дохід на особу становив $100 820 (медіана $82 624), при цьому для чоловіків — $119 969, а для жінок $79 599 (медіани — $99 584 та $65 707 відповідно).
19,5% мешканців мали закінчену шкільну освіту, не мали закінченої шкільної освіти — 17,8%, 62,7% мали післяшкільну освіту, з яких 31,1% мали диплом бакалавра, або вищий.
| Статево-вікова структура населення | Статево-вікова структура населення | Статево-вікова структура населення | Статево-вікова структура населення | Статево-вікова структура населення |
| ---------------------------------- | ---------------------------------- | ---------------------------------- | ---------------------------------- | ---------------------------------- |
|                                    |                                    |                                    |                                    |                                    |
| Всього                             | Всього                             | 53,2%46,8%                         |                                    |                                    |
| 0 — 14 років                       | 0 — 14 років                       |                                    | 21,9%                              | 21,9%                              |
| 15 — 64 років                      | 15 — 64 років                      |                                    | 71,6%                              | 71,6%                              |
| 65 і більше                        | 65 і більше                        |                                    | 6,5%                               | 6,5%                               |
| Середній вік (років)               | Середній вік (років)               | 33,534,5                           | 34,0                               | 34,0                               |
| Медіана (років)                    | Медіана (років)                    | 31,633,9                           | 32,8                               | 32,8                               |
| — чоловіки — жінки                 |                                    |                                    |                                    |                                    |

| Походження мешканців:     | Походження мешканців:     | Походження мешканців: | Походження мешканців: | Походження мешканців: |
| ------------------------- | ------------------------- | --------------------- | --------------------- | --------------------- |
| Походження                |                           |                       | осіб                  | %                     |
| Корінні американці        | Корінні американці        |                       | 300                   | 39.47%                |
| Інше північноамериканське | Інше північноамериканське |                       | 295                   | 38.82%                |
| Європейське               | Європейське               |                       | 260                   | 34.21%                |
| британське                | британське                |                       | 165                   | 21.71%                |
| французьке                | французьке                |                       | 45                    | 5.92%                 |
| українське                | українське                |                       | 30                    | 3.95%                 |
| Латинськоамериканське     | Латинськоамериканське     |                       | 10                    | 1.32%                 |
| Карибське                 | Карибське                 |                       | 10                    | 1.32%                 |
| Африканське               | Африканське               |                       | 10                    | 1.32%                 |
| Азійське                  | Азійське                  |                       | 35                    | 4.61%                 |
| Океанійське               | Океанійське               |                       | 10                    | 1.32%                 |

| Зайнятість населення за галузями (за класифікацією NOC): | Зайнятість населення за галузями (за класифікацією NOC): | Зайнятість населення за галузями (за класифікацією NOC): | Зайнятість населення за галузями (за класифікацією NOC): | Зайнятість населення за галузями (за класифікацією NOC): |
| -------------------------------------------------------- | -------------------------------------------------------- | -------------------------------------------------------- | -------------------------------------------------------- | -------------------------------------------------------- |
|                                                          |                                                          |                                                          |                                                          |                                                          |
| Управління                                               | Управління                                               |                                                          | 14,6%                                                    | 14,6%                                                    |
| Бізнес, фінанси та адміністрування                       | Бізнес, фінанси та адміністрування                       |                                                          | 18,8%                                                    | 18,8%                                                    |
| Природничі та прикладні науки                            | Природничі та прикладні науки                            |                                                          | 11,5%                                                    | 11,5%                                                    |
| Освіта, правозахист, муніципальні та урядові служби      | Освіта, правозахист, муніципальні та урядові служби      |                                                          | 15,6%                                                    | 15,6%                                                    |
| Мистецтво, культура, відпочинок та спорт                 | Мистецтво, культура, відпочинок та спорт                 |                                                          | 2,1%                                                     | 2,1%                                                     |
| Роздрібна торгівля та послуги                            | Роздрібна торгівля та послуги                            |                                                          | 12,5%                                                    | 12,5%                                                    |
| Гуртова торгівля, транспорт та обладнання                | Гуртова торгівля, транспорт та обладнання                |                                                          | 16,7%                                                    | 16,7%                                                    |
| Природні ресурси, сільське господарство                  | Природні ресурси, сільське господарство                  |                                                          | 3,1%                                                     | 3,1%                                                     |
| Виробництво                                              | Виробництво                                              |                                                          | 5,2%                                                     | 5,2%                                                     |

## Клімат
Середня річна температура становить -5,4°C, середня максимальна – 20,5°C, а середня мінімальна – -33°C. Середня річна кількість опадів – 289 мм.
| Клімат поселення                              | Клімат поселення | Клімат поселення | Клімат поселення | Клімат поселення | Клімат поселення | Клімат поселення | Клімат поселення | Клімат поселення | Клімат поселення | Клімат поселення | Клімат поселення | Клімат поселення | Клімат поселення |
| Показник                                      | Січ.             | Лют.             | Бер.             | Квіт.            | Трав.            | Черв.            | Лип.             | Серп.            | Вер.             | Жовт.            | Лист.            | Груд.            |                  |
| Середній максимум, °C                         | −20,75           | −18,61           | −11,96           | 0,42             | 11,92            | 20,51            | 20,41            | 17,55            | 10,31            | −0,52            | −14,36           | −21,31           |                  |
| Середня температура, °C                       | −26,87           | −24,7            | −18,07           | −5,68            | 5,82             | 14,40            | 16,78            | 13,92            | 6,69             | −4,16            | −18              | −24,93           |                  |
| Середній мінімум, °C                          | −32,96           | −30,81           | −24,16           | −11,78           | −0,29            | 8,30             | 13,15            | 10,29            | 3,05             | −7,79            | −21,63           | −28,56           |                  |
| Норма опадів, мм                              | 17               | 14               | 11               | 11               | 19               | 41               | 42               | 42               | 31               | 27               | 16               | 18               |                  |
| Середньомісячна швидкість вітру, м/с          | 1.90             | 2.14             | 2.60             | 2.90             | 3.10             | 3.02             | 2.83             | 2.80             | 2.80             | 2.50             | 2.01             | 1.93             |                  |
| Середньомісячна сонячна радіація, кДж/м²·день | 478              | 2396             | 7819             | 15246            | 20028            | 22208            | 19430            | 14022            | 7844             | 2928             | 815              | 218              |                  |
| --------------------------------------------- | ---------------- | ---------------- | ---------------- | ---------------- | ---------------- | ---------------- | ---------------- | ---------------- | ---------------- | ---------------- | ---------------- | ---------------- | ---------------- |
| Джерело:                                      |                  |                  |                  |                  |                  |                  |                  |                  |                  |                  |                  |                  |                  |